# Sundafruchttaube
Die Sundafruchttaube (Ducula rosacea), auch Inselfruchttaube oder Rosakopf-Fruchttaube genannt, ist ein südostasiatischer Vertreter der Vogelgattung der Großen Fruchttauben (Meliphagidae). Es ist eine mittelgroße Fruchttaubenart mit einer für Große Fruchttauben typischen Körpergestalt, die vor allem auf kleinen Inseln und den Küstenregionen größerer Inseln vorkommt.
Ihre Bestandssituation wird von der IUCN mit „potenziell gefährdet“ (near threatened) angegeben.

## Erscheinungsbild

### Körperbau
Die Männchen der Sundafruchttaube erreichen eine Körperlänge zwischen 41 und 43,5 Zentimetern, die Weibchen bleiben mit 39 bis 41 Zentimeter etwas kleiner. Von der Körperlänge entfallen 12,6 bis 14,7 Zentimeter auf den Schwanz. Die Flügellänge beträgt bei den Männchen 220 bis 245 Millimeter, bei den Weibchen 212 bis 242 Millimeter. Der Schnabel ist 17 bis 20 Millimeter lang. Das Gewicht liegt zwischen 360 und 413 Gramm. Abgesehen von dem Größenunterschied besteht kein auffälliger Geschlechtsdimorphismus.

### Adulte Sundafruchttauben
Bei der adulten  Sundafruchttaube ist die Wachshaut nur an der Basis gefiedert, die die Schnabelbasis umgebenden Federn sind cremeweiß. Die Stirn, die Zügel, der Scheitel und das Genick sind weinrosa, lediglich die Federn um die Augen sind cremefarben. Der von der weinrosanen Kappe deutlich abgegrenzte Hals ist schiefergrau und geht dann in einen dunkleren, glänzend graugrünen Mantel über. Auch die Flügeldecken sind glänzend graugrün. Das übrige Körperobergefieder ist ebenfalls graugrün, es fehlt allerdings der metallische Glanz.
Das Kinn ist cremefarben, die Brust und der Bauch sind dunkel weinrosa und gehen dann in einen graueren Ton an den Flanken, den Schenkeln und den gefiederten Läufen über. Die Unterschwanzdecken sind dunkel rotbraun. Die Iris ist dunkel rotbraun, bei einigen Individuen auch orange. Der sehr schmale Orbitalring ist violett. Der Schnabel ist schiefergrau mit einer rötlichen Basis und einer rötlichen Wachshaut. Die Beine und Füße sind rotviolett.

### Jungvögel
Jungvögel gleichen den adulten Vögeln, bei ihnen ist der Scheitel jedoch grauer und kontrastiert nicht mit dem hinteren Nacken. Die Flügeldecken sind matter und bräunlicher. Es fehlt noch der grünliche Schimmer des Körperobergefieders.

## Verwechslungsmöglichkeiten
Es kommen im Verbreitungsgebiet der Sundafruchttaube mehrere andere Taubenarten vor, mit der sie verwechselt werden kann.
Die Bronzefruchttaube ist größer und hat einen einfarbig grauen Kopf und Hals, der sich stark von dem ansonsten grün glänzenden Körperobergefieder abhebt. Die Schieferrücken-Fruchttaube kommt wie die Sundafruchttaube auf Timor und Wetar vor. Sie ist eine in den Gebirgen lebende Art mit einem grauen Scheitel und grauen Ohrdecken, die sich stark gegenüber der weinroten Brust absetzen. Die Unterschwanzdecken sind blass zimtfarben und nicht dunkler als der Bauch. Der Schnabel ist schwarz, die Beine sind schwarzviolett. Die Schwarzrücken-Fruchttaube ist ebenfalls eine Art der Bergwälder. Sie hat einen grauen Scheitel, der stark mit den weinroten Ohrdecken und dem weinroten Hals kontrastiert. Die Unterschwanzdecken haben dieselbe Farbe wie der Bauch. Das Schwanzgefieder hat eine blassgraue Endbinde. Die Weißaugen-Fruchttaube ist deutlich größer und hat einen aschgrauen Scheitel und aschgraue Ohrendecken, die Körperoberseite ist metallisch blaugrün und die Unterschwanzdecken sind grau.

## Vorkommen und Lebensraum
Die Art kommt auf den meisten der Kleinen Sundainseln, der Südmolukken und einigen weiteren kleinen Inseln des Malaiischen Archipels vor. Westlichster Punkt der Verbreitung sind die Karimunjawa-Inseln, nördlich von Java. Den südlichsten Punkt bildet die Insel Timor, den östlichsten die Kei-Inseln und den nördlichsten die Insel Bacan, als einzige der Nordmolukken. Auf Wetar ist die Sundafruchttaube die am häufigsten vorkommende Taube der Insel. Auch auf Jampea, Timor und den Tanimbarinseln ist die Art alltäglich. Auf Atauro ist die Fruchttaube nicht alltäglich, aber auf Höhen ab 250 m in Waldgebieten weit verbreitet.
Die Sundafruchttaube ist ein Standvogel. Sie lebt in Wäldern, Buschland, Mangroven und Feldern bis auf 1100 m Höhe.

## Lebensweise
Die Sundafruchttaube lebt einzelgängerisch oder paarweise. Lediglich in fruchttragenden Bäumen können sich auch Trupps von bis zu sechs Individuen versammeln, teilweise auch vergesellschaftet mit anderen Arten. Sie lebt ausschließlich von Früchten.
Die Fortpflanzungsbiologie dieser Art ist noch nicht näher untersucht. Der Zoo Duisburg, in dem die Sundafruchttaube gepflegt wird, vermeldet 1 Ei, in seltenen Fällen 2 Eier pro Gelege und eine Lebenserwartung von 10 bis 20 Jahren.

## Bestand und Gefährdung
Laut IUCN gilt die Art als „potenziell gefährdet“ (near threatened). Die relativ große Taube wird immer wieder Opfer von Jägern; der Jagddruck ist nicht im gesamten Verbreitungsgebiet vorhanden, aber besonders stark auf Roti und Timor. Durch Lebensraumzerstörung (vor allem durch Palmölplantagen), sinken die Bestandszahlen in weiten Teilen des Verbreitungsgebietes. Die Zunahme des Tourismus und die dadurch bedingten Neubauten von Hotels und Resorts z. B. auf den Karimunjawa-Inseln wirken sich negativ auf den Bestand aus.
2021 gelang dem Zoo Duisburg die erste Nachzucht der Sundafruchttaube in Deutschland. Bis Juli 2022 erfolgten 3 weitere Bruten.